# Sudamericidae
Sudamericidae é uma família de mamíferos gondwanatérios que viveram do Cretáceo Superior ao Mioceno. Seus membros incluem Lavanify e Vintana [en] do Cretáceo de Madagascar, Bharattherium [en] (=Dakshina) do Cretáceo da Índia, Gondwanatherium [en] do Cretáceo da Argentina, Sudamerica [en] do Paleoceno da Argentina, e formas não nomeadas do Eoceno da Antártida (intimamente relacionadas a Sudamerica) e do Cretáceo da Tanzânia. Mais recentemente, Patagonia [en], um mamífero do estágio Colhuehuapiano [en] do Mioceno do sul da América do Sul, foi sugerido como um sudamericídeo.
Vintana é um dos restos de gondwanatérios mais completos, e oferece uma visão sobre a anatomia e os hábitos de sudamericídeos como um todo. Possui flanges laterais maciças em seu crânio e ostenta bulbos olfativos maciços. Com 9 kg, é um dos maiores mamíferos do Mesozoico conhecidos.

## Literatura citada
- Gurovich, Y. e Beck, R. 2009. The phylogenetic affinities of the enigmatic mammalian clade Gondwanatheria (assinatura necessária). Journal of Mammalian Evolution 16:25–49.
- Krause, D.W., Prasad, G.V.R., von Koenigswald, W., Sahni, A. e Grine, F.E. 1997. Cosmopolitanism among gondwanan Late Cretaceous mammals (assinatura necessária). Nature 390:504–507.
- Prasad, G.V.R. 2008. Sedimentary basins & fossil records. Pp. 90–96 in Singhvi, A.K. and Bhattacharya, A. (eds.). Glimpses of Geoscience Research in India: The Indian Report to IUGS 2004–2008. New Delhi: The Indian National Science Academy (INSA).
- Prasad, G.V.R., Verma, O., Sahni, A., Krause, D.W., Khosla, A. e Parmar, V. 2007. A new late Cretaceous gondwanatherian mammal from central India. Proceedings of the Indian National Science Academy 73(1):17–24.
- Wilson, G.P., Das Sarma, D.C. e Anantharaman, S. 2007. Late Cretaceous sudamericid gondwanatherians from India with paleobiogeographic considerations of Gondwanan mammals (assinatura necessária). Journal of Vertebrate Paleontology 27(2):521–531.